# Прилив на нежност
„Прилив на нежност“ е български игрален филм (драма, военен) от 1983 година на режисьора Коста Биков, по сценарий на Руденко Йорданов. Оператор е Димитър Лисичаров. Музиката във филма е композирана от Кирил Дончев.

## Актьорски състав
- Любен Чаталов – Редник Пейчо Тодоров Пейчев-Пейчина
- Камелия Тодорова – Горската Елена
- Петър Слабаков – Капитан Черкезов
- Павел Поппандов – Ефрейтор Симеон Симеонов
- Георги Димитров – Седеф
- Иван Григоров – Ганчовски
- Димитър Милев – Кметът
- Георги Стоянов – Околийският началник
- Ивайло Герасков – Помощникът
- Николай Волев – Пело Драмски
- Цочо Керкенезов – Горският
- Никола Добрев – бащата на Пейчина
- Гаврил Цонков – Милан
- Иван Цветарски – комшията Матейко
- Евгения Баракова – Кметицата
- Борис Велков – Милиционерът
- Ангел Алексиев - бай Тодор
- Груди Кадиев
- Любка Илиева – Майката на Пейчина
- Деян Господев
- Мария Христова
- Георги Алексов

В епизодите:
- Владимир Давчев (като В. Давчев) - войник
- Димитър Марин (като Д. Марин)
- Йордан Биков (като Й. Биков)
- Васил Пенов (като В. Пенов)
- Николай Кимчев (като Н. Кимчев)
- Пламен Миладинов (като П. Миладинов)
- Никола Чиприянов (като Н. Чиприянов)
- Иван Йорданов (като И. Йорданов)
- Стефанос Гулямджис (като С. Гулямджис)
- В. Арнаудов
- Румен Димитров (като Р. Димитров)
- Тодор Панков (като Т. Панков)
- Маргарита Кондакова (като М. Кондакова)
- Александър Далов (като А. Далов)
- Х. Янакиев
- Огнян Узунов (като О. Узунов)
- В. Такев
- Крикор Хугасян (като К. Хугасян)
- Пламен Дончев (не е посочен в надписите на Филма)